# Загальна ісламська декларація прав людини
Загальна ісламська декларація прав людини — документ, створений ісламськими радами Парижа і Лондона. Він формулює основні права людини, використовуючи мову ісламської юриспруденції (фікга). Різниця між оригінальною арабською версією та офіційним перекладом англійською мовою була описана як «дуже проблемна». Серед інших проблем Майєр зазначає, що протягом усього документа посилання саме на «закон шаріату» фігурують лише як «закон», що може заплутати читачів англійської версії.
Аналогічні документи включають «Проект Хартії прав людини і людей в арабському світі», схвалений Арабським союзом юристів в 1987 році, і Каїрську декларацію прав людини в ісламі, прийняту Організацією ісламського співробітництва в 1990 році. Остання декларація була написана більш світською мовою, ніж Загальна ісламська декларація прав людини, і була менш упередженою щодо шиїтського ісламу.